# Vision of Angels
Vision of Angels – drugi album solowy basisty brytyjskiego zespołu Pendragon, Petera Gee.

## Lista utworów
1. Always - 10:11
2. Heart's Desire - 6:43
3. Lost And Found - 6:12
4. Faith - 3:52
5. Never Could Say Goodbye - 5:07
6. Orphans (all Alone In The World) - 8:56
7. Foreign Land - 2:42
8. Jordan - 9:11
9. I Believe In Love - 3:53

## Skład zespołu
- Simon Clew - wokal
- Steve Christy - perkusja
- Ian Salmon - gitara
- Tina Riley - wokal
- Nick Barrett - gitara
- Clive Nolan - sola klawiszowe na Always i Heart's Desire, śpiew
- Peter Gee - guitara, gitara basowa, instrumenty klawiszowe